# John Curtis (homme politique)
Pour les articles homonymes, voir Curtis et John Curtis.
John Ream Curtis, né le 10 mai 1960 à Ogden (Utah), est un homme politique américain. Maire républicain de Provo, il est élu membre de la Chambre des représentants en 2017 et devient sénateur en 2025.

## Biographie

### Jeunesse et vie privée
John Curtis est originaire d'Ogden, au nord de Salt Lake City. Il rencontre son épouse Sue alors qu'ils fréquentent la Skyline High School de Salt Lake City. Ils ont ensemble six enfants.
Mormon pratiquant, John Curtis a été évêque de sa paroisse.

### Carrière professionnelle et débuts en politique
John Curtis étudie à l'université de l'Utah puis à l'université Brigham Young, dont il sort diplômé d'un baccalauréat universitaire en 1985. Pendant quinze ans, il travaille dans la vente en Utah, mais aussi à Taïwan, en Californie et Virginie.
Longtemps membre du Parti républicain, il se présente en 2000 au Sénat de l'Utah sous les couleurs du Parti démocrate face au sénateur républicain sortant Curt Bramble. Ne rassemblant qu'un tiers des voix, il est largement battu par Bramble. De 2002 à 2003, il dirige le Parti démocrate du comté d'Utah.
Il redevient républicain en novembre 2006 pour se présenter l'année suivante à la Chambre des représentants locale. Le Parti républicain lui préfère cependant le conservateur Chris Herrod pour succéder à Jeff Alexander, lors de l'élection partielle de 2007.

### Maire de Provo

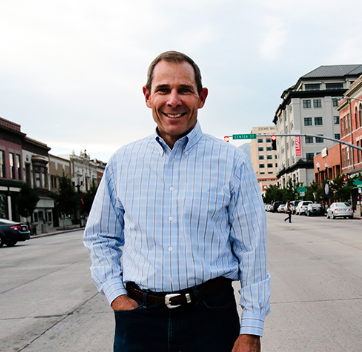
John Curtis à Provo en 2014.

En novembre 2009, Curtis est élu maire de Provo, troisième ville de l'État, avec 52,7 % des suffrages lors d'élections non-partisanes. Durant son mandat, les transports se développent et la ville devient la troisième du pays à obtenir la fibre Google. Il réduit également le budget de la ville.
Donné avec 92 % d'opinions favorables en mai 2013, il est facilement réélu quelques mois plus tard pour un deuxième mandat. Il rassemble en effet 86,5 % des voix, malgré une faible participation (15 %).

### Représentant des États-Unis
En 2017, John Curtis se présente à la Chambre des représentants, à la suite de la démission de Jason Chaffetz dans le troisième district congressionnel de l'Utah. La circonscription s'étend du centre du comté de Salt Lake jusqu'au comté de San Juan, dans le sud-est de l'État. Durant la primaire républicaine, il est le plus modéré des trois candidats et le seul à ne pas avoir voté pour Donald Trump à l'élection présidentielle de 2016. Il remporte la primaire avec plus de 40 % des suffrages. Dans ce bastion républicain, il devient le favori de l'élection, même si son adversaire Kathie Allen lève des fonds records pour une démocrate dans le district. Le 7 novembre 2017, Curtis est élu représentant avec environ 58 % des voix, devant la démocrate (28 %) et Jim Bennett (fils de l'ancien sénateur Bob Bennett à 9 %).
Il est réélu avec 67,6 % des voix en 2018 et 68,7 % 2020. Il remporte un nouveau mandat à la Chambre avec 64,4 % des voix lors des élections de 2022.

### Sénateur des États-Unis
Après que le sénateur Mitt Romney ait annoncé ne pas se présenter à un nouveau mandat pour l'élection de 2024, John Curtis déclare en octobre 2023 ne pas avoir l'intention d'être candidat à sa succession. En janvier 2024, il annonce finalement sa candidature. En juin, il remporte la primaire républicaine contre Trent Staggs, le maire de Riverton soutenu par Donald Trump, et d'autres candidats avec 48,7 % des voix. Il remporte largement l'élection générale en novembre.